# Phlebiella caricis-pendulae
Phlebiella caricis-pendulae är en svampart som beskrevs av P. Roberts 2007. Phlebiella caricis-pendulae ingår i släktet Phlebiella, ordningen Polyporales, klassen Agaricomycetes, divisionen basidiesvampar och riket svampar.   Inga underarter finns listade i Catalogue of Life.